# GW-BASIC
GW-BASIC é uma versão do BASIC desenvolvida pela Microsoft a partir do BASICA, originalmente para a Compaq. Era fornecida juntamente com o resto do software do sistema operativo MS-DOS da Microsoft, com os PCs compatíveis IBM. A Microsoft chegou a vender um compilador BASIC, BASCOM, compatível com GW-BASIC, para aplicações que requeriam mais velocidade. A linguagem era apropriada para criar  software simples, e como estava incluída na maioria das versões do MS-DOS, era igualmente uma forma barata de muitos programadores aprenderem o fundamental da computação. Com a versão 5.0 do MS-DOS, o GW-BASIC deu lugar ao QBasic, uma versão reduzida do compilador QuickBASIC.

## Sintaxe
GW-BASIC funciona em linha de comandos, baseado no Dartmouth BASIC. Incluía igualmente teclas de funções na parte inferior do ecrã. Tal como em outras versões de BASIC para microcomputadores, ao GW-BASIC faltava-lhe muitas das estruturas necessárias para a programação estruturada como por exemplo as variáveis locais. Os programas feitos em GW-BASIC executavam muito lentamente por ser uma linguagem de programação interpretada. Todas as linhas de um programa tinham de ser numeradas; todas as linhas não numeradas eram consideradas comandos diretos para serem executados imediatamente. As fontes dos programas eram normalmente guardadas num formato binário comprimido, com uma opção de salvar em forma de texto ASCII.

## Nome
Existem várias teorias sobre as iniciais "GW". Greg Whitten, um antigo funcionário da Microsoft que desenvolveu os standards do compilador BASIC da empresa, disse que Bill Gates seleccionou o nome GW-BASIC. Whitten refere-o como Gee-Whiz BASIC e não está certo se Gates nomeou o programa com o seu nome. A alcunha Gee-Whiz poderá ter surgida pelo fato de ter um vasto número de comandos gráficos. Outras teorias quanto às iniciais GW incluem "Graphics and Windows", "Gates, William" (Presidente da Microsoft na época), ou "Gates-Whitten" (os dois principais designers do programa).